# Нечиста крв (представа)
Нечиста крв је позоришна представа Милана Нешковића, настала обрадом истоименог романа Борисава Боре Станковића, коју је урадила Маја Тодоровић. Комад је премијерно изведен на Великој сцени Народног позоришта у Београду, 12. априла 2019. године, а улога Софке додељена је Јовани Стојиљковић.

## О представи
Након 44 године од претходног драмског извођења дела на Великој сцени Народног позоришта у Београду, нова поставка представе најављена је за 12. април 2019. године. На адаптацији текста радила је Маја Тодоровић, са тежњом да мотиве романа Борисава Станковића прилагоди савременим условима и реалним проблемима савременог друштва. Како у новом концепту представе није инсистирано на врањском говору, сама радња је измештена из првобитног окружења у ком ју је поставио Станковић, а суштина проблема са којим се сусреће главна јунакиња је глобализована. У осврту на свој рад на адаптацији текста, Маја Тодоровић је приметила да се, за разлику од осталих женских ликова које је раније обрађивала, Софкина трагична судбина не приказује смрћу, већ наставком живота са прихватањем улоге жртве. Као битан фактор кроз представу намеће се и новац, односно трговина сопственим дететом на коју пристаје Ефенди Мита.
На сцени Народног позоришта у Београду, представа је по први пут изведена 1933. године. У поставци представе из 1975, насловна улога била је додељена Вери Чукић, док је у међувремену, 2008. године, постављен балет по либрету Лидије Пилипенко, у ком је Софку играла Олга Олћан. Подела улога нове представе, редитеља Милана Нешковића, приказује Јовану Стојиљковић у лику Софке, док њене родитеље, Ефенди Миту и Тодору тумаче Небојша Дугалић и Наташа Нинковић. У улози Софкиног одраслог мужа појављује се Павле Јеринић, док приказ њега као детета на сцени тумачи Стефан Калезић. У представи играју још Ненад Јездић као Газда Марко, Душанка Стојановић Глид као Маркова жена Стана, Љиљана Благојевић као слушкиња Магда, Радмила Живковић као купачица Симка, Танасије Узуновић као Марков слуга Арса, Златија Оцокољић Ивановић као Тодорина сестра Стоја, Никола Вујовић као слуга мутавац Ванко, те оперски певач Небојша Бабић.
На драматизацији представе радила је Молина Удовички Фотез, за сценски говор задужена је др Љиљана Мркић Поповић, а у реализацији представе учествовале су и сценографкиња Весна Поповић, костимографкиња Марина Вукасовић Меденица, композиторка Ања Ђорђевић и кореографкиња Андреја Кулешевић. Директор драме Народног позоришта у тренутку постављања представе на редовни репертоар био је Жељко Хубач.
Представа је изведена на 14. Фестивалу медитеранског театра Пургаторије, крајем августа 2019. у Тивту. Ненад Јездић, ком је то прва представа у београдском Народном позоришту, награђен је за улогу Газда Марка на том фестивалу. У новембру исте године, комад је одигран и на 24. Југословенском позоришном фестивалу Без превода, у Ужицу, а од публике је добио оцену 4,40.
Представа је обновљена у новембру 2023. уз извесне промене у глумачком ансамблу.

## Подела улога
| Улога                         | Премијера                 | Обнова                    |
| ----------------------------- | ------------------------- | ------------------------- |
| Софка                         | Јована Стојиљковић        | Јована Стојиљковић        |
| Ефенди Мита, Софкин отац      | Небојша Дугалић           | Небојша Дугалић           |
| Тодора, Софкина мајка         | Наташа Нинковић           | Наташа Нинковић           |
| Газда Марко                   | Ненад Јездић              | Вук Костић                |
| Стана, Маркова жена           | Душанка Стојановић Глид   | Нела Михаиловић           |
| Магда, слушкиња               | Љиљана Благојевић         | Љиљана Благојевић         |
| Симка, купачица               | Радмила Живковић          | Радмила Живковић          |
| Арса, Марков слуга            | Танасије Узуновић         | Владан Гајовић            |
| Томча, Марков син, Софкин муж | Павле Јеринић             | Павле Јеринић             |
| Стоја, Тодорина сестра        | Златија Оцокољић Ивановић | Златија Оцокољић Ивановић |
| Ванко, слуга мутавац          | Никола Вујовић            | Никола Вујовић            |
| Мали Томча                    | Стефан Калезић            | Коста Станишић            |
| Оперски певач                 | Небојша Бабић             | Небојша Бабић             |